# Goplanes
 (avril 2024).
Si vous disposez d'ouvrages ou d'articles de référence ou si vous connaissez des sites web de qualité traitant du thème abordé ici, merci de compléter l'article en donnant les références utiles à sa vérifiabilité et en les liant à la section « Notes et références ».

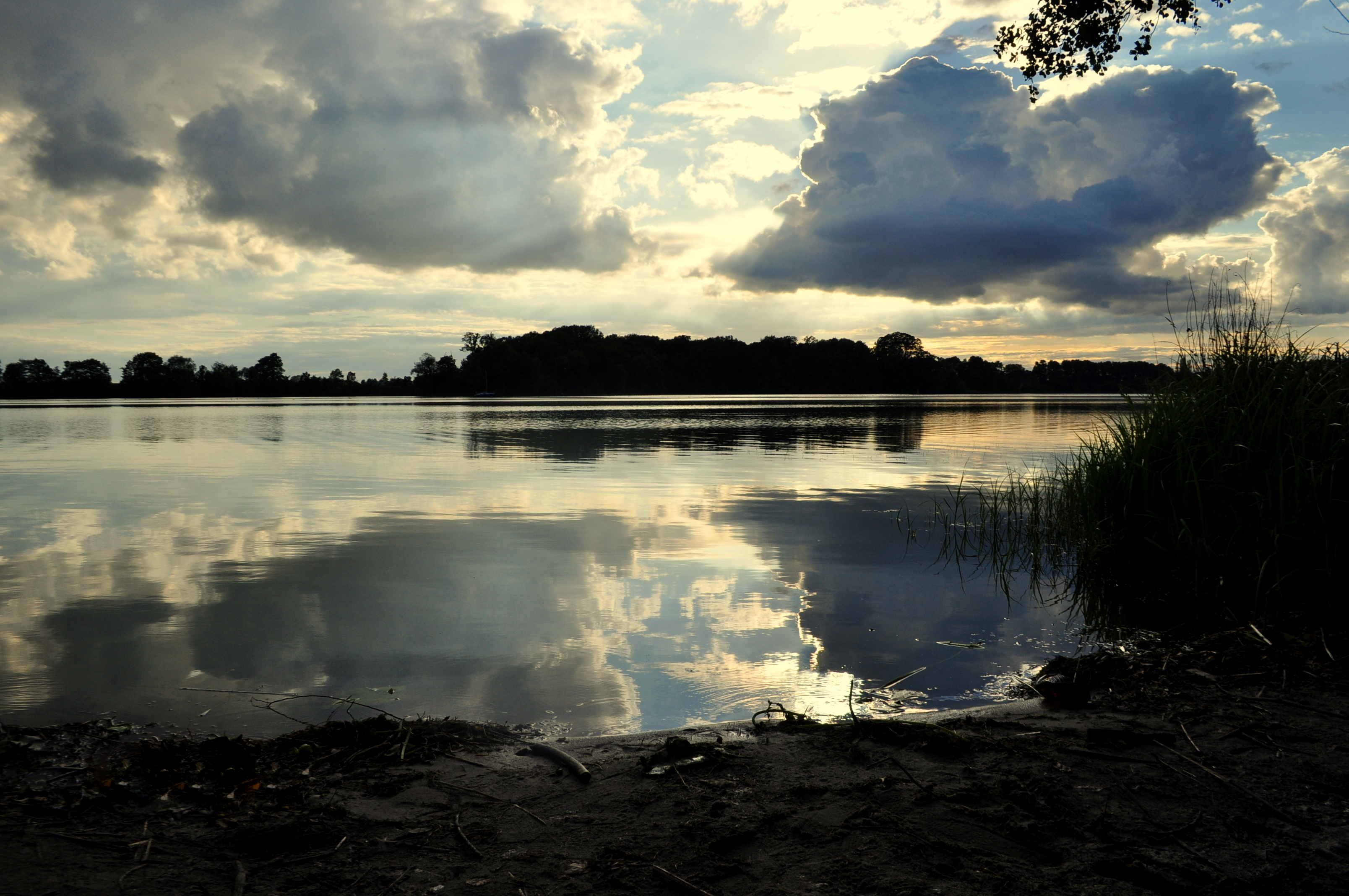
Lac Gopło.

Les Goplanes (en polonais Goplanie) étaient une hypothétique tribu slave qui aurait vécu du VIIe siècle au IXe siècle autour du lac Gopło en Cujavie avec Kruszwica comme capitale.
Le Géographe bavarois (v. 845) rapporte que les Goplanes (Glopeani) contrôlaient 400 forts dans la première moitié du IXe siècle et que Kruszwica était leur capitale. L’existence des Goplanes est très controversée car aucune autre source ne confirme leur existence..
Selon la Chronique de Grande-Pologne (fin du XIIIe siècle - XIVe siècle), Kruszwica était la capitale des Polanes et non des Goplanes. Dans sa Descriptio civitatum et regionum ad septentrionalem plagam Danubii, le Géographe bavarois ne mentionne pas les Polanes. Certains historiens émettent l’hypothèse que les Polanes et Gniezno se trouvaient sous l’autorité des Goplanes sur lesquels régnait un certain Popiel. Celui-ci aurait été renversé par les Polanes qui auraient obtenu leur indépendance avec Piast, ou son fils Siemovit, comme chef. D’autres historiens contestent cette hypothèse en se fondant sur la chronique de Gallus Anonymus qui évoque Gniezno comme capitale de Popiel.
En Cujavie, on ne trouve aucune trace des Goplanes dans la toponymie. Les données archéologiques confirment la présence d’une puissante tribu slave dans la région de Gopło mais les fouilles à Kruszwica n’ont jamais permis de trouver des indices sur la présence d’un fort au VIIe siècle ou au IXe siècle. Par contre, à Mietlica, une localité pas très éloignée de Kruszwica, les archéologues ont pu mettre au jour les restes d’un ancien fort qui jouait le rôle de capitale d’une tribu.
Une hypothèse récente avance que le nom Glopeani ne faisait pas référence à la tribu des Goplanes mais à celle des Glapians qui auraient vécu dans la région de la haute Warta.

## Source
- (pl) Cet article est partiellement ou en totalité issu de l’article de Wikipédia en polonais intitulé « Goplanie » (voir la liste des auteurs).